# 9e Match des étoiles de la Ligue nationale de hockey
Match précédent Match suivant
Le 9e Match des étoiles de la Ligue nationale de hockey fut tenu le 2 octobre 1955 dans le domicile des Red Wings de Détroit, le Olympia Stadium.
Les Red Wings l"emportèrent par la marque de 3 à 1 aux dépens des étoiles de la LNH.

## Effectif

### Red Wings de Détroit
- Entraîneur-chef : Jimmy Skinner.

Gardiens de buts
- 01 Glenn Hall.

Défenseurs :
- 02 Bob Goldham.
- 03 Marcel Pronovost.
- 04 Red Kelly.
- 05 Warren Godfrey.
- 15 Larry Hillman.
- 18 Gord Hollingworth.

Attaquants :
- 07 Ted Lindsay, AG.
- 08 Earl Reibel, C.
- 09 Gordie Howe, AD.
- 10 Alex Delvecchio, C.
- 11 Marty Pavelich, AG.
- 12 Ed Sandford, AG.
- 14 Réal Chevrefils, AG.
- 16 Norm Ullman, C.
- 17 Bill Dineen, AD.
- 19 Jerry Toppazzini, AD.
- 20 John Bucyk, AG.
- 21 Norm Corcoran, C.

### Étoiles de la LNH
- Entraîneur-chef : Dick Irvin ; Blackhawks de Chicago.

Gardiens de buts :
- 09 Harry Lumley ; Maple Leafs de Toronto.
- 15 Terry Sawchuk ; Bruins de Boston.

Défenseurs :
- 02 Doug Harvey ; Canadiens de Montréal.
- 03 Fern Flaman ; Bruins de Boston.
- 10 Jim Morrison ; Maple Leafs de Toronto.
- 14 Allan Stanley ; Blackhawks de Chicago.
- 20 Frank Martin ; Blackhawks de Chicago.

Attaquants
- 01 Jean Béliveau, C ; Canadiens de Montréal.
- 04 Bernard Geoffrion, AD ; Canadiens de Montréal.
- 05 Sid Smith, AG ; Maple Leafs de Toronto.
- 06 Leo Labine, AD ; Bruins de Boston.
- 07 Ed Litzenberger, AD ; Blackhawks de Chicago.
- 08 Danny Lewicki, AG ; rangers de New York.
- 11 Kenny Mosdell, C ; Canadiens de Montréal.
- 12 Maurice Richard, AD ; Canadiens de Montréal.
- 16 Red Sullivan, C ; Blackhawks de Chicago.
- 17 Ron Stewart, AD ; Maple Leafs de Toronto.
- 18 Harry Watson, AG ; Blackhawks de Chicago.

## Feuille de match
| No | Score            | Équipe           | Buteur (Passeur(s))        | Temps            |                  |
| Première période | Première période | Première période | Première période           | Première période | Première période |
| --- | ---------------- | ---------------- | -------------------------- | ---------------- | ---------------- |
| Aucun but |                  |                  |                            |                  |                  |
| Pénalité : Flaman (LNH) chargé 1:28 ; Corcoran (Dét) interférence 8:46 ; Geoffrion (LNH) rudesse 9:04 ; Stewart (LNH) accroché 10:32 ; Bucyk (Dét) interférence 15:16 ;Stanley (LNH) retenu 16:14 ; Morrison (LNH) interférence 19:14. |                  |                  |                            |                  |                  |
| Deuxième période |                  |                  |                            |                  |                  |
| 1 | 1-0              | Détroit          | Howe (Reibel - Delvecchio) | 0:57 AN          |                  |
| 2 | 2-0              | Détroit          | Reibel (Howe - Lindsay)    | 5:43             |                  |
| Pénalité : Corcoran (Dét) retenu 6:40 ; Hollingworth (Dét) bâton élevé 16:01. |                  |                  |                            |                  |                  |
| Troisième période |                  |                  |                            |                  |                  |
| 3 | 2-1              | LNH              | Harvey (Béliveau - Smith)  | 16:38            |                  |
| 4 | 3-1              | Détroit          | Reibel (Goldham - Lindsay) | 19:33 FD         |                  |
| Pénalité : Hollingworth (Dét) trébuché 10:54 ; Harvey (LNH) rudesse 12:28. |                  |                  |                            |                  |                  |

*AN = Avantage numérique, FD = Filet désert.
Gardiens :
- Détroit : Hall (60:00).
- LNH : Lumley (32:10), Sawchuk (27:50, est entrée à 12:10 de la 2e période).

Tirs au but :
- Détroit (44) 16 - 10 - 18
- LNH (31) 04 - 16 - 11

Arbitres : Frank Udvari
Juges de ligne : George Hayes, William Morrison